# Rollei 35

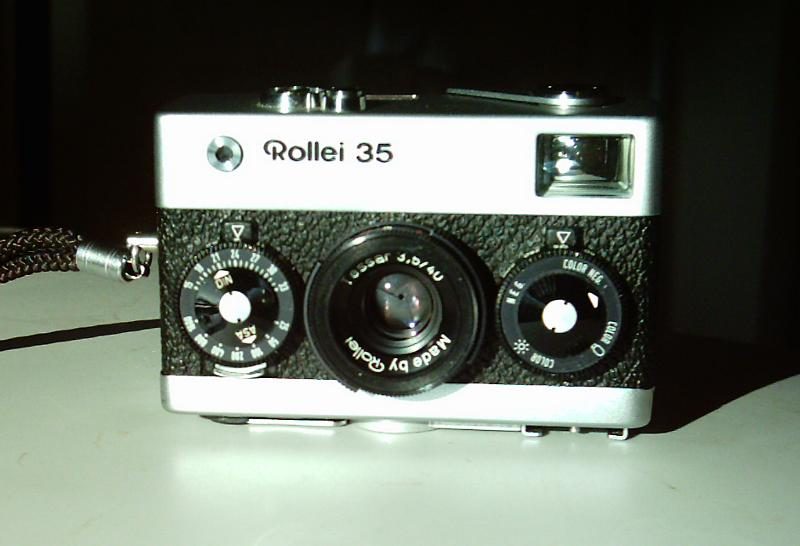
Rollei 35

La Rollei 35 è una fotocamera compatta prodotta dalla Rollei, azienda tedesca conosciuta per le sue fotocamere di alta qualità. Lanciata nel 1966, la Rollei 35 è stata la fotocamera compatta più piccola al mondo per molti anni, e ha rivoluzionato il settore delle fotocamere portatili grazie alla combinazione di dimensioni compatte e prestazioni eccellenti. È diventata un’icona della fotografia analogica, ancora apprezzata da collezionisti e fotografi.
Nel 1963, la Rollei, un’azienda nota per le sue fotocamere medio formato, decise di entrare nel mercato delle fotocamere compatte, un settore in rapida espansione. Il progetto della Rollei 35 fu concepito da Heinz Waaske, un designer tedesco, che puntò a creare una fotocamera di alta qualità, ma con dimensioni significativamente ridotte rispetto alle fotocamere tradizionali. L’obiettivo era mantenere una qualità ottica superiore senza sacrificare la portabilità.
Nel 1966, la Rollei 35 fu presentata al pubblico, subito riconosciuta per la sua innovazione nel design e nelle prestazioni. Nonostante le sue ridotte dimensioni, la fotocamera era in grado di offrire risultati eccellenti, con un obiettivo di alta qualità e un corpo robusto. La Rollei 35 divenne così la fotocamera compatta più piccola al mondo al momento del suo rilascio 
La Rollei 35 è una fotocamera completamente manuale, con un obiettivo Carl Zeiss Tessar da 40mm f/3.5, apprezzato per la sua nitidezza e qualità ottica. Il mirino è di tipo a zona, il che richiede una lettura indiretta dell’esposizione. La fotocamera non ha esposimetro, pertanto il fotografo deve calcolare manualmente i tempi di esposizione e l’apertura del diaframma, anche se alcune versioni più tarde includevano un esposimetro a selenio.
Il corpo della Rollei 35 è realizzato in metallo, robusto e durevole, e presenta un design estremamente compatto che permette di riporla facilmente in una tasca. L’accesso al rullino avviene tramite un meccanismo di apertura laterale, mentre il sistema di messa a fuoco è manuale.

## Modelli
- Modelli della serie Rollei 35

- Rollei 35 (1966 - 1974)

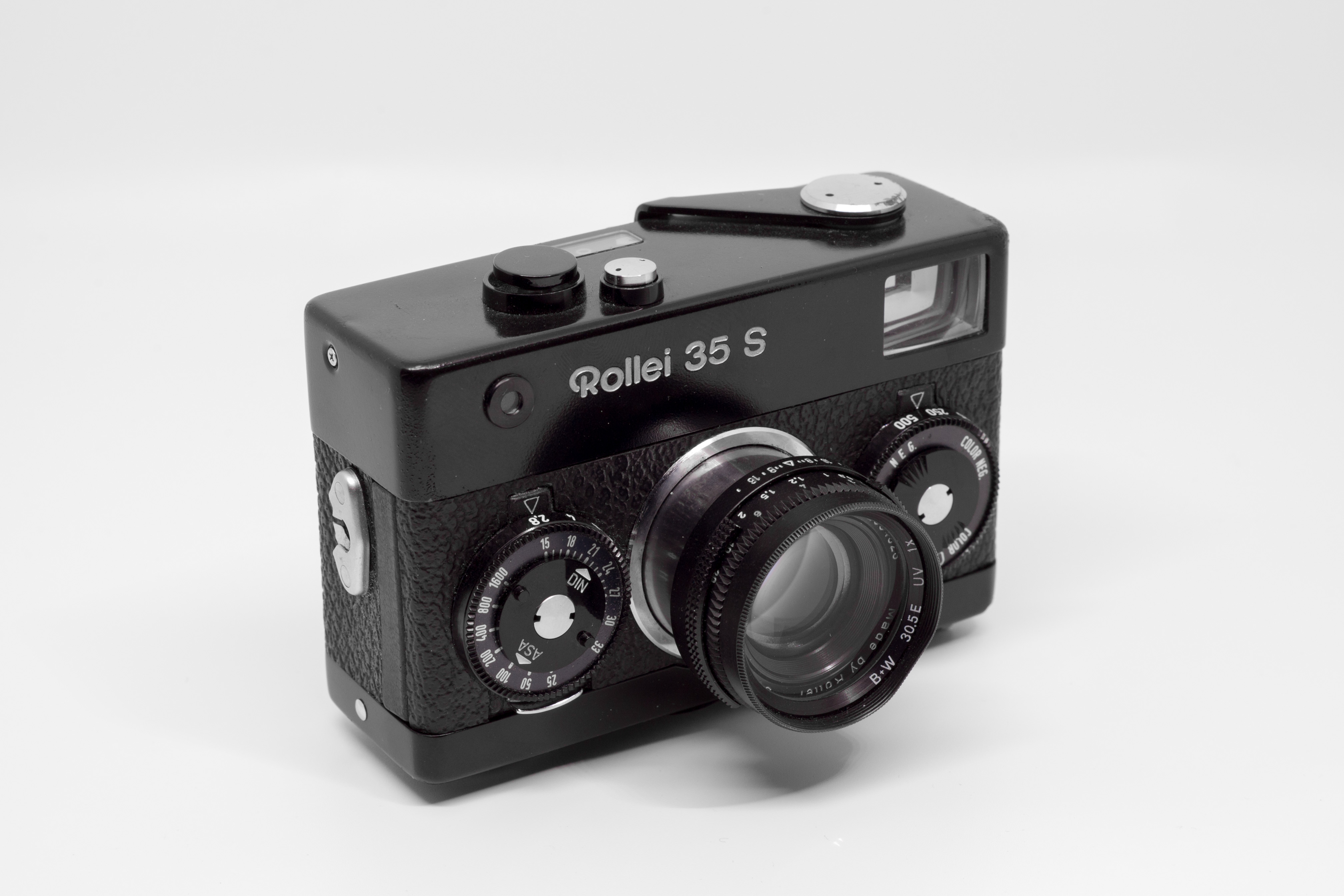
Rollei 35 S (versione nera)

La versione originale, introdotta nel 1966, presentava un obiettivo Carl Zeiss Tessar da 40mm f/3.5 e una costruzione compatta in metallo. Senza esposimetro, era una fotocamera completamente manuale, che richiedeva un esposimetro esterno o il calcolo manuale delle impostazioni. Questo modello divenne rapidamente famoso per la sua portabilità, qualità dell’immagine e l’innovativo design tascabile.
- Rollei 35 S (1974 - 1978)

Questa versione aggiornata includeva l’ottica Sonnar da 40mm f/2.8 prodotta da Carl Zeiss, offrendo una qualità ottica superiore rispetto al Tessar. A differenza della versione precedente, la Rollei 35 S era dotata di un esposimetro a selenio, che permetteva una misurazione più precisa dell’esposizione. Questo modello divenne molto popolare tra i fotografi amatoriali e professionisti grazie alla sua maggiore luminosità e praticità.
- Rollei 35 T (1974 - 1980)

Simile alla Rollei 35 S, la Rollei 35 T utilizzava un obiettivo Carl Zeiss Tessar da 40mm f/3.5, ma presentava un design leggermente diverso e una costruzione migliorata. Questo modello fu prodotto per soddisfare le richieste di un pubblico che desiderava una fotocamera compatta ma con un controllo manuale completo delle impostazioni di esposizione. La Rollei 35 T è stata una delle versioni più apprezzate della serie per la sua robustezza e qualità.
- Rollei 35 TE / S (1979 - 1981)

Questo modello, prodotto tra il 1979 e il 1981, presentava una nuova configurazione con un obiettivo Triotar 40mm f/3.5, una lente di qualità inferiore rispetto ai modelli Sonnar o Tessar, ma comunque capace di ottenere immagini nitide. La Rollei 35 TE era dotata di un esposimetro a selenio integrato e aveva un’ulteriore versione con un design più elegante e compatto, mantenendo la tradizione di alta qualità.
- Rollei B 35 / 35 B (1969 - 1978)

Questo modello fu introdotto come una versione economica della Rollei 35. La Rollei B 35 utilizzava un obiettivo Bausch & Lomb da 40mm f/3.5 e aveva un’esposizione completamente manuale. Con una costruzione più semplice e una minore quantità di opzioni rispetto agli altri modelli, la B 35 era accessibile a una clientela più ampia, pur mantenendo la qualità e la portabilità che hanno reso famosa la serie Rollei 35.
- Rollei C 35 (1969 - 1971)

Il modello C 35 rappresentava un’altra variante economica, destinata principalmente al mercato giapponese. Equipaggiata con un obiettivo Rollei Color HFT 40mm f/3.5, la C 35 era una fotocamera completamente manuale, priva di esposimetro, che richiedeva l’uso di un esposimetro esterno. Questo modello non ebbe una distribuzione internazionale estesa ma ha avuto un buon seguito tra gli appassionati di fotografia economica.
- Rollei 35 LED (1978 - 1980)

La Rollei 35 LED è una versione innovativa della serie, prodotta tra il 1978 e il 1980. Equipaggiata con un obiettivo Triotar 40mm f/3.5 e un esposimetro a cellula CdS (Sulfuro di Cadmio), questa fotocamera era in grado di fornire una lettura dell’esposizione visibile nel mirino tramite due LED che indicavano l’esposizione corretta. La Rollei 35 LED è una delle ultime versioni della serie, prodotta a Singapore, e si distingue per l’aggiunta di un sistema di esposizione a LED e un design ancora più compatto e moderno.